# Attapong Nooprom
Attapong Nooprom (tiếng Thái: อรรถพงศ์ หนูพรหม, sinh ngày 13 tháng 2 năm 1990), còn được biết với tên đơn giản Toto (tiếng Thái: โตโต้), là một cầu thủ bóng đá người Thái Lan thi đấu ở vị trí tiền vệ tấn công cho câu lạc bộ Giải bóng đá Ngoại hạng Thái Lan Nakhon Ratchasima.

## Sự nghiệp quốc tế
Attapong thi đấu cho U-19 Thái Lan, và thi đấu ở Giải vô địch bóng đá U-19 châu Á 2008. Vào tháng 9 năm 2012 Rattana được triệu tập trong trận giao hữu trước Lào.

### Quốc tế
Tính đến 12 tháng 11 năm 2015
| Đội tuyển quốc gia | Năm  | Số trận | Bàn thắng |
| ------------------ | ---- | ------- | --------- |
| Thái Lan           | 2012 | 3       | 0         |
| Thái Lan           | Tổng | 3       | 0         |

## Bàn thắng quốc tế

### U-19
| #  | Ngày                | Địa điểm                                                   | Đối thủ | Tỉ số | Kết quả | Giải đấu                                  |
| -- | ------------------- | ---------------------------------------------------------- | ------- | ----- | ------- | ----------------------------------------- |
| 1. | 31 tháng 7 năm 2007 | Cung thể thao Thành Long, Thành phố Hồ Chí Minh, Việt Nam  | Brunei  | 1-0   | 7-0     | Giải vô địch bóng đá U-20 Đông Nam Á 2007 |
| 2. | 3 tháng 11 năm 2008 | Sân vận động Hoàng tử Saud bin Jalawi, Khobar, Ả Rập Xê Út | Jordan  | 3-0   | 3-2     | Giải vô địch bóng đá U-19 châu Á 2008     |

## Danh hiệu

### Câu lạc bộ
Sriracha
- Thai Division 1 League
  -  Vô địch (1): 2010

Ratchaburi
- Thai Division 1 League
  -  Vô địch (1): 2012